# Kanton Mauriac
Kanton Mauriac (fr. Canton de Mauriac) je francouzský kanton v departementu Cantal v regionu Auvergne. Tvoří ho 11 obcí.

## Obce kantonu
- Arches
- Auzers
- Chalvignac
- Drugeac
- Jaleyrac
- Mauriac
- Méallet
- Moussages
- Salins
- Sourniac
- Le Vigean